# Метилдопа
Метилдопа (Methyldopa)*. (-)3-(3,4-Диоксифенил)-2-метилаланин, или 3-окси-a-метил L-тирозин.

## Общая информация
(M-D-P-A) из класса фенилэтиламинов, стимулятор, релаксант. Метилдопа является эффективным антигипертензивным средством. При введении в организм он проникает через гематоэнцефалический барьер и в ЦНС метаболизируется, превращаясь сначала в метилдофамин, затем в α-метилнорадреналин. Последний, подобно клофелину, стимулирует центральные α2-адренорецепторы, тормозит симпатическую импульсацию, что приводит к снижению артериального давления. Гипотензия сопровождается замедлением сердечных сокращений, уменьшением сердечного выброса и снижением периферического сосудистого сопротивления.
Применяют метилдофу как гипотензивное средство при разных формах гипертонической болезни, особенно при стадиях IIА и IIБ.
Препарат обычно хорошо переносится. Ортостатическая гипотония наблюдается редко. На функции сердца препарат прямого действия не оказывает и обычно не вызывает снижения скорости клубочковой фильтрации и уменьшения кровотока в почках. В связи с влиянием на адренергические системы мозга препарат часто оказывает седативный эффект.
Принимают метилдофу внутрь в виде таблеток (по 0,25 г). Взрослым назначают обычно начиная с 0,25 г 2—3 раза в день. При необходимости увеличивают дозу до 1—1,5—2 г в сутки. Максимальная суточная доза для взрослых — 3 г.
Детям при необходимости назначают начиная с 0,01 г (10 мг/кг) в день (в 2—4 приёма), затем дозу подбирают индивидуально в зависимости от эффекта. Максимальная суточная доза для детей 65 мг/кг.
Часто метилдофу назначают в сочетании с салуретиками и другими антигипертензивными препаратами, при этом дозу метилдофы можно несколько уменьшить. Сочетание с салуретиками особенно показана в случаях задержки жидкости в организме и появлении отёков.
Следует учитывать, что после прекращения применения метилдофы гипотензивное действие относительно быстро прекращается, повышение артериального давления происходит обычно в течение 48 ч.
У ряда больных через 1—1,5 мес после начала приёма препарата развивается привыкание и гипотензивный эффект уменьшается; целесообразно в этих случаях назначать метилдофу в сочетании с другими антигипертензивными средствами и диуретиками (гидрохлортиазидом). При комбинированной терапии дозы несколько снижают. При сочетании метилдофы в дозе 0,5 г с 0,05 г (50 мг) гидрохлортиазида препараты могут применяться один раз в сутки.
При применении метилдофы могут развиться головная боль, общая слабость, диспепсические явления (тошнота, рвота), возможно покраснение верхней половины туловища, повышение температуры тела. В редких случаях возможно развитие обратимой лейкопении и тромбоцитопении. Иногда развивается гемолитическая анемия. Возможны нарушения функции печени с развитием холестаза, желтухи.
Лечение препаратом должно проводиться под контролем функции печени и картины крови.
Метилдофа выделяется в основном почками. При нарушении функции почек препарат следует назначать в уменьшенных дозах. Моча больных, принимающих метилдофу, приобретает при стоянии тёмный цвет (реакция с препаратом и его метаболитами).
При назначении метилдофы больным пожилого и старческого возраста следует соблюдать осторожность, так как возможно резкое снижение АД. Назначать следует начиная с 0,25 г и лишь постепенно повышать дозу.
При применении препарата следует учитывать его способность оказывать седативное действие.

## История
Средство появилось в 1960 году и широко использовалось в 1970-х и 80-х годах для контроля артериального давления. Когда метилдопа впервые появилась на рынке, она была основой антигипертензивного лечения, но её использование сократилось из-за относительно тяжёлых побочных эффектов, с увеличением использования других более безопасных и переносимых препаратов, таких как альфа-блокаторы, бета-блокаторы и блокаторы кальциевых каналов. Метилдопа используется в основном в развивающихся странах из-за низкой стоимости. Тем не менее, одним из актуальных показаний к применению метилдопы является лечение гипертензии, вызванной беременностью (PIH), поскольку она относительно безопасна при беременности по сравнению со многими другими антигипертензивными средствами, которые могут повлиять на плод. 

## Противопоказания
Препарат противопоказан при острых заболеваниях печени (гепатит, цирроз и др.), при феохромоцитоме. Метилдофа проникает в молоко матери, в связи с чем следует тщательно взвесить возможный положительный эффект и риск при использовании препарата у кормящих матерей.
Согласно «Рекомендациям 2011г. Европейского общества кардиологов по лечению сердечно-сосудистых заболеваний во время беременности» α-метилдопа является препаратом выбора при долгосрочном применении гипертензии беременных.

## Форма выпуска
Форма выпуска: таблетки по 0,25 г.